# Militärische Parität
Militärische Parität bezeichnet entweder 
- ein (angestrebtes) militärisches Gleichgewicht im Sinne eines Mächtegleichgewichts bzw. eines Patts,
- oder aber die gleichberechtigte Zusammenstellung militärischer Verbände und Einrichtungen aus verschiedenen Gruppen.

Oftmals werden zur Befriedung in Grenzkriegs- oder Bürgerkriegsgebieten Friedenstruppen oder Waffenstillstandskommissionen paritätisch aus den Konfliktparteien zusammengesetzt. Es kann sich aber auch um gemischte Einheiten verbündeter Staaten handeln, wie zum Beispiel  die Deutsch-Französische Brigade.
Einen ungewöhnlichen, aber fiktiven Fall militärischer Parität beschrieb Tschingis Aitmatow in seiner Novelle Ein Tag länger als das Leben (alternativ: Der Tag zieht den Jahrhundertweg, russisch: I Dol'she Veka Dlitsia Den', englisch: The Day Lasts Longer than a Hundred Years) noch während des Kalten Krieges: USA und Sowjetunion teilen sich einen gemeinsamen Flugzeugträger namens Parität (Parity), alle Kommandoposten sind paritätisch besetzt bzw. doppelt vorhanden.
Nach der Auflösung der Sowjetunion 1991 verlangte die Ukraine die paritätische Aufteilung der sowjetischen Schwarzmeerflotte und einen Anteil von 50 Prozent der Kriegsschiffe. Als Alternative wurde eine Zeit lang militärische Parität mit Russland geübt, d. h. die Schwarzmeerflotte so lange gemeinsam verwaltet, bis 1997 eine Einigung über die Aufteilung und Auflösung zustande gekommen war. Die Ukraine erhielt 28 Prozent.